# Újfretóc
Újfretóc (Frătăuții Noi) település Romániában, Bukovinában, Suceava megyében.

## Fekvése
Suceava megye északkeleti részén, a Suceava folyó mellett, mintegy 13 km-re Rădăuți-tól északra, az ukrán határ közelében fekvő település.

## Története
A település már a 14. században létezett. Nevét az írásos dokumentumok 1412-ben említették először. Eredetileg uradalmi falu volt, 1433-ban birtokosa Frătăuți Giurgiu, majd fia, Danco volt. 1489-ben már említették az itteni Frătăuții Putna kolostort is.

## Nevezetességek
- Frătăuții Putna kolostor